# Иодоводород
Ио́доводоро́д (гидроиодид, ио́дистый водоро́д, HI) — бесцветный удушливый газ (при нормальных условиях), сильно дымит на воздухе. Хорошо растворим в воде, образует азеотропную смесь с Ткип 127 °C и концентрацией HI 57 %. Неустойчив, разлагается при 300 °C.

## Получение
В промышленности HI получают по реакции иода с гидразином:
{\displaystyle {\mathsf {2I_{2}+N_{2}H_{4}\rightarrow 4HI\uparrow +N_{2}}}}
В лаборатории HI можно получать с помощью окислительно-восстановительных реакций:
{\displaystyle {\mathsf {H_{2}S+I_{2}\rightarrow S+2HI}}\uparrow }
Восстанавливая иод другими восстановителями:
{\displaystyle {\ce {2PH_3 + 3I_2 -> 2P + 6HI ^}}}
{\displaystyle {\ce {SO_2 + I_2 + 2H_2O -> H_2SO_4 + 2HI ^}}}
Воздействием стабильной и достаточно сильной кислоты на иодиды (обычно берут горячую концентрированную ортофосфорную кислоту, серная не подходит):
{\displaystyle {\ce {KI + H_3PO_4 -> KH_2PO_4 + HI ^}}}
Очень часто ортофосфорную кислоту производят контактным методом, и поэтому она загрязнена и серной кислотой, что при получении иодоводорода является крайне опасным (выделяется чрезвычайно токсичный сероводород). Именно по этой причине в лабораториях чаще прибегают к восстановлению иода.
Другой путь получения HI в лабораторных условиях — это реакции обмена:
{\displaystyle {\mathsf {PI_{3}+3H_{2}O\rightarrow H_{3}PO_{3}+3HI}}\uparrow }
Реакцию следует проводить в водном растворе в отсутствие спиртов.
Иодоводород также получается при взаимодействии простых веществ. Эта реакция идет только при нагревании и протекает не до конца, так как в системе устанавливается равновесие:
{\displaystyle {\mathsf {H_{2}+I_{2}\rightleftarrows 2HI}}\uparrow }
На одной из стадии получения иодоводорода (получение иодидов из иода) следует убедиться в отсутствии спиртов в растворе, так как будет образовываться иодоформ, который при получении иодоводорода окисляет его до иода (восстанавливаясь до дииодметана).

## Свойства
Водный раствор HI называется иодоводородной кислотой (бесцветная жидкость с резким запахом). Иодоводородная кислота является сильной кислотой (pKа = −11). Соли иодоводородной кислоты называются иодидами. В 100 г воды при нормальном давлении и 20 °C растворяется 132 г HI, а при 100 °C — 177 г. 45%-ная иодоводородная кислота имеет плотность 1,4765 г/см³.
Иодоводород является сильным восстановителем. На воздухе водный раствор HI окрашивается в бурый цвет вследствие постепенного окисления его кислородом воздуха и выделения молекулярного иода:
{\displaystyle {\mathsf {4HI+O_{2}\rightarrow 2H_{2}O+2I_{2}}}}
HI способен восстанавливать концентрированную серную кислоту до сероводорода:
{\displaystyle {\mathsf {8HI+H_{2}SO_{4}\rightarrow 4I_{2}+H_{2}S+4H_{2}O}}}
Подобно другим галогенводородам, HI присоединяется к кратным связям (реакция электрофильного присоединения):
{\displaystyle {\mathsf {HI+CH_{2}{\text{=}}CH_{2}\rightarrow CH_{3}-CH_{2}I}}}
Иодиды присоединяют элементарный иод с образованием полииодидов:
{\displaystyle {\mathsf {RI+I_{2}\rightarrow R(I_{3})_{x}}}}
Это обуславливает тёмно-бурый цвет долго стоящей на воздухе иодоводородной кислоты.
Под действием света щелочные соли разлагаются, выделяя I2, придающий им жёлтую окраску. Иодиды получают взаимодействием иода со щелочами в присутствии восстановителей, не образующих твердых побочных продуктов: муравьиная кислота, формальдегид, гидразин:
{\displaystyle {\mathsf {2K_{2}CO_{3}+2I_{2}+HCHO\rightarrow 4KI+3CO_{2}\uparrow +H_{2}O}}}
Можно использовать также сульфиты, но они загрязняют продукт сульфатами. Без добавок восстановителей при получении щелочных солей наряду с иодидом образуется иодат MIO₃ (1 часть на 5 частей иодида).
Ионы Cu2+ при взаимодействии c иодидами легко дают малорастворимый иодид одновалентной меди CuI:
{\displaystyle {\mathsf {2NaI+2CuSO_{4}+Na_{2}SO_{3}+H_{2}O\rightarrow 2CuI\downarrow +2Na_{2}SO_{4}+H_{2}SO_{4}}}}
Замещает элементы в кислородных кислотах по реакциям
{\displaystyle {\mathsf {12HNO_{3}+2I_{2}\rightarrow 4HIO_{3}+N_{2}\uparrow +10NO_{2}\uparrow +4H_{2}O}}}
{\displaystyle {\mathsf {H_{2}SO_{4}+I_{2}\rightarrow HIO_{4}+HI+S\downarrow }}}
{\displaystyle {\mathsf {2H_{3}PO_{4}+8I_{2}\rightarrow 2HIO_{4}+4HI+2PI_{5}}}}
Образующийся пентаиодид фосфора гидролизуется водой.

## Применение
Иодоводород используют в лабораториях как восстановитель во многих органических синтезах, а также для приготовления различных иодсодержащих соединений.
Спирты, галогениды и кислоты восстанавливаются HI, давая алканы.
{\displaystyle {\mathsf {C_{4}H_{9}Cl+2HI\rightarrow C_{4}H_{10}+HCl+I_{2}}}}
При действии HI на пентозы он все их превращает во вторичный иодистый амил: CH3CH2CH2CHICH3, а гексозы — во вторичный иодистый н-гексил.
Легче всего восстанавливаются иодпроизводные, некоторые хлорпроизводные не восстанавливаются вовсе. Третичные спирты восстанавливаются легче всего. Многоатомные спирты также реагируют в мягких условиях, часто давая вторичные иодалкилы.
HI при нагреве диссоциирует на водород и I2, что позволяет получать водород с низкими энергетическими затратами.

## Физиологическое воздействие и токсикология
- Иодоводород — едкое, токсичное вещество. Обладает удушающим действием.
- При попадании на кожу иодоводородная кислота может вызвать ожоги.
- Предельно допустимая концентрация иодоводорода в воздухе рабочей зоны составляет 2 мг/м³.
- Согласно ГОСТ 12.1.007-76 иодистоводородная кислота относится к III классу опасности (умеренно-опасное химическое вещество).